# Piper Kelly
Piper Kelly (* 3. Oktober 1999 in Indianapolis, Indiana) ist eine US-amerikanische Speedkletterin.

## Karriere
Im November 2017 wurde Piper Kelly in Montreal panamerikanische Jugendmeisterin in der Disziplin Speed. Im Juli 2018 nahm sie an ihrem ersten Weltcup bei der Elite teil: sie wurde in Arco Elfte. Ein halbes Jahr später gewann sie bei den panamerikanischen Meisterschaften in Guayaquil Gold.
Im Verlaufe des Jahres 2019 verletzte sie sich mehrfach an ihrer Schulter. Sie erlitt mehrere Subluxationen und renkte sich die Schulter mehr als ein dutzend Mal aus. Im Juli 2020 unterzog sie sich schließlich einer Operation. Bei ihrem ersten Weltcup nach der Verletzungspause wurde sie im Mai 2022 Fünfzehnte.
Im Oktober 2023 siegte sie bei den Panamerikanischen Spielen. Mit diesem Titel sicherte sie sich zugleich die Qualifikation für die Olympischen Sommerspiele 2024 in Paris. Dort belegte sie den 12. Platz.
2023 schloss sie ihr Studium in Bewegungswissenschaften, Psychologie und Spanisch an der Xavier University ab. Sie wohnt in Salt Lake City, wo sie selbst trainiert und auch als Trainerin für jüngere Athleten arbeitet.